# 도지초등학교
도지초등학교는 대한민국 경기도 이천시 백사면에 위치한 공립 초등학교이다. 학생 수는 2021년 2월 19일 기준으로 311명이다. 교직원 수는 2021년 2월 19일 기준으로 26명이다.

## 학교 연혁
1951년 6월 1일 이천국민학교 모전 분실

1954년 4월 13일 도지국민학교 개교하였다. 1956년 3월 2일 제1회 졸업식이 개최되었다. 1981년 3월 9일 병설유치원이 개원하였다. 1996년 1월 1일 도지초등학교로 개칭되었다. 2005년 4월 4일 특수학급 1학급이 편성되었다. 2017년 9월 1일 제 21대 이영재 교장이 부임하였다.

## 참고 자료
- 도지초등학교 - 한국교육학술정보원 학교알리미